# Hilde Domin

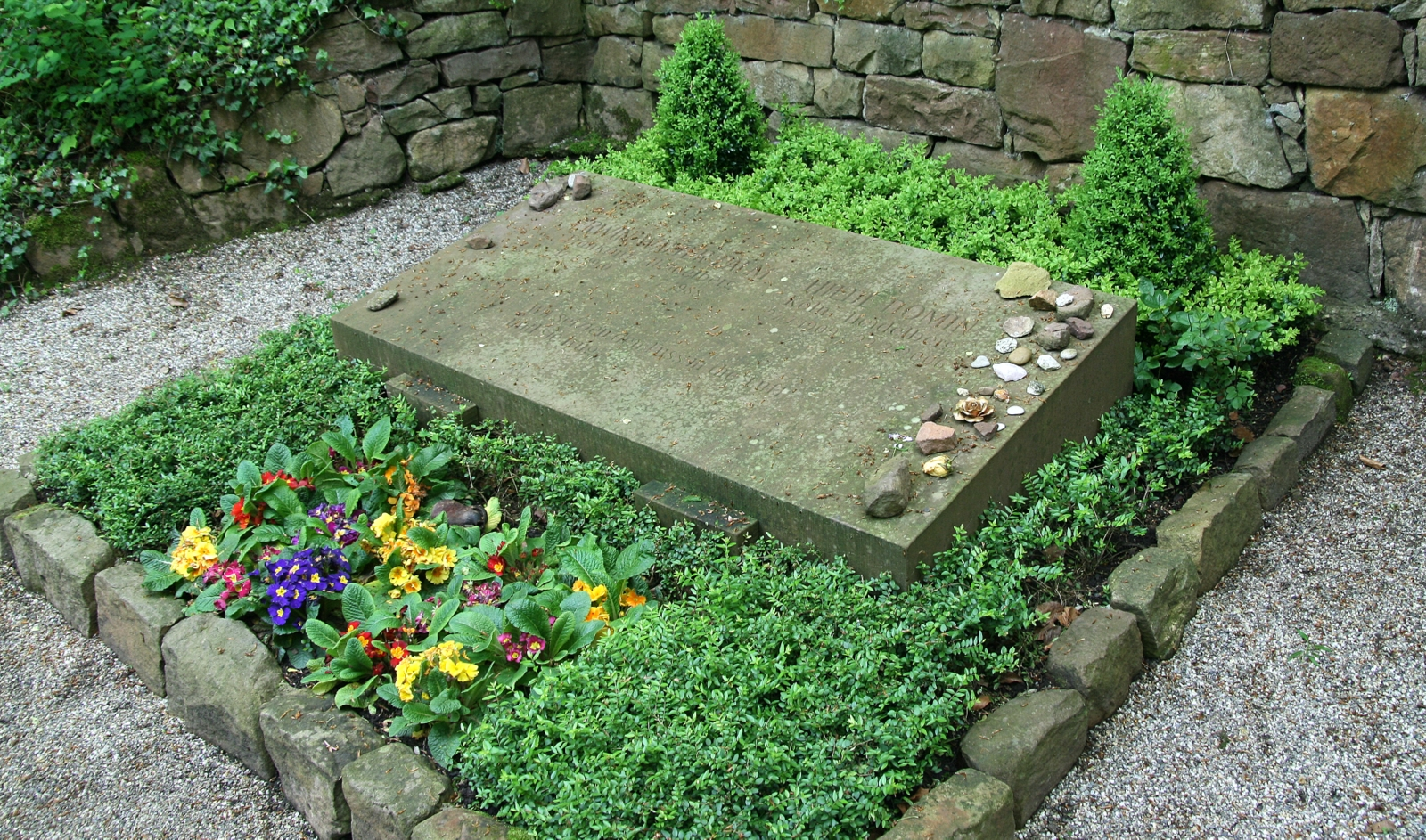
Graf van Hilde Domin

Hilde Domin (geboren als Hilde Löwenstein, na haar huwelijk Hilde Palm genoemd) (Keulen, 27 juli 1909 - Heidelberg, 22 februari 2006) was een Duitse schrijfster en dichteres. Verder was ze nog fotografe en vertaalster.
Zij was van Joodse afkomst en leerde in 1931 haar latere Joodse echtgenoot Erwin Walter Palm kennen. Ze besloten in 1932 naar Italië te vertrekken, waar zij in Rome gingen studeren. Toen buitenlandse Joden in 1939 Italië moesten verlaten vertrok ze via Frankrijk naar Groot-Brittannië. Op 26 juni 1940 ontvluchtte zij Londen voor het dreigende oorlogsgeweld en vertrok via Canada naar de Dominicaanse Republiek. In 1954 keerde ze terug naar Duitsland en vestigde zich in de Bondsrepubliek, maar verbleef ook regelmatig in Miraflores de la Sierra nabij Madrid.
Na de oorlog begon ze met schrijven en dichten. Een van haar bekendste gedichten is De moeilijkste wegen.
Hilde Domin overleed op ruim 96-jarige leeftijd in het ziekenhuis van Heidelberg aan de complicaties van een beenbreuk ten gevolge van een val.

## Werken
- De moeilijkste wegen
- Onstuitbaar
- De wind komt
- Salva nos
- Ecce homo

- Bibsys: 90502697
- Biblioteca Nacional de España: XX908992
- Bibliothèque nationale de France: cb12022208n (data)
- CiNii: DA02759527
- Digitale Bibliotheek voor de Nederlandse Letteren: domi011
- Gemeinsame Normdatei: 118526634
- International Standard Name Identifier: 0000 0001 1617 5890
- Library of Congress Control Number: n83063539
- Nationale Bibliotheek van Letland: 000058847
- Bibliotheek van het Japanse parlement: 00709169
- Nationale Bibliotheek van Tsjechië: ola2003188474
- Nationale Bibliotheek van Israël: 987007289269305171
- Nationale Bibliotheek van Polen: a0000003191751
- Nederlandse Thesaurus van Auteursnamen: 068405642
- Istituto Centrale per il Catalogo Unico: TO0V079757
- SNAC: w6zb2bcs
- Système universitaire de documentation: 027511332
- Virtual International Authority File: 34469354
- WorldCat: E39PBJp64gcmhdGhP7PPyWM9Dq